# 紺野アスタ
紺野 アスタ（こんの アスタ）は、日本のシナリオライター、小説家。フロントウイング所属。

## 来歴・人物
子どもの頃、ロールプレイングゲームをプレイする兄の影響でゲームの「シナリオ」を初めて意識したが、自分ではシナリオはなかなか書けず、小説をネット上に掲載する。ライトノベルはあまり読まず、小説や大林宣彦監督作品などの邦画から大きな影響を受ける。ネット掲載の小説がきっかけで仕事の誘いを受け、シナリオ制作の下積みを経てフリーで活動を始める。デビュー作は2009年発売の『夏ノ雨』。
代表作となった『この大空に、翼をひろげて』では、シナリオだけでなく企画段階から参加した。話が来た当初は「PULLTOP作品のメインライターは荷が重い」と断ろうと考え、その後企画書を見せてもらい「この雰囲気を書くライターとしては自分が適任ではないか」と思い直して引き受けたが、売れる作品になる自信は無かった。自分の好きなことを頑張ってやろうとシナリオを書いたものの、もしこれが受けなければ今後はシナリオの書き方を変え、売れそうなキャラゲーにシフトしようと決意していた。結果として作品は「萌えゲーアワード2012」でGOLD大賞やシナリオ部門の金賞を受賞するなど高い評価を受け、PULLTOP初のファンディスク『この大空に、翼をひろげて FLIGHT DIARY』が発売されることとなった。
シナリオは自宅では書かず、昼食の後に喫茶店へ出かけて耳栓をしながら2〜3時間作業し、夜はあるメーカーで借りている自席へ行って3〜4時間作業している。執筆量は1日に12〜18キロバイトほど。映画やマンガなども情報インプットになるが、サブライターの仕事をすると他のライターやメーカーのやり方を経験できて勉強になるという。
趣味は写真で、一眼レフカメラを仕事の行き帰りに持ち歩いてスナップ写真を撮り、写真共有サイト「PHOTOHITO」で公開している。
2014年には『最後の魔王の戦記』でライトノベル作家としてデビューを果たす。フリーランスを経て、2019年よりフロントウイング所属。

## 主な作品

### シナリオ
- 夏ノ雨（企画・シナリオ）[12]
- しろくまベルスターズ♪（シナリオアシスタント、デバッグ）[4][13]
- デュエリスト×エンゲージ（シナリオ）[14]
- この大空に、翼をひろげて（企画・シナリオ）[4][5]
- この大空に、翼をひろげて FLIGHT DIARY（企画・シナリオ）[5]
- 向日葵の教会と長い夏休み（シナリオ）[15]
- 天色*アイルノーツ（シナリオ）[16]
- この大空に、翼をひろげて snow presents（シナリオ）
- 見上げてごらん、夜空の星を（企画・シナリオ）
- 見上げてごらん、夜空の星を FINE DAYS（企画・シナリオ）
- 見上げてごらん、夜空の星を Interstellar Focus（シナリオ）
- ピュアソングガーデン!（シナリオ）
- 空と海が、ふれあう彼方（企画・シナリオ）
- あの日の旅人、ふれあう未来（企画・シナリオ）
- ATRI -My Dear Moments-（企画・シナリオ）[17]
- この大空に、翼をひろげて GIFT EDITION（シナリオ）[18]
- グリザイア クロノスリベリオン（シナリオ）
- GINKA（シナリオ）
- ヘブンバーンズレッド（シナリオ）

### ライトノベル
- 最後の魔王の戦記（2014年9月 - 、既刊1巻、講談社ラノベ文庫）[10]
- 尾木花詩希は褪せたセカイで心霊を視る（2016年10月、ダッシュエックス文庫）

### アニメ
- ATRI -My Dear Moments-（ストーリー原案）